# Lingaa リンガー
『Lingaa リンガー』（原題：Lingaa）は、2014年に公開されたインドのアクション・ドラマ映画。K・S・ラヴィクマールが監督を務め、ラジニカーント、アヌシュカ・シェッティ、ソーナークシー・シンハーが出演している。音楽監督はA・R・ラフマーン、編集技師はサムジト・ムハンマド、撮影監督はR・ラトナヴェールが務めた。
主要撮影はマイソールの他、大半の撮影はラモジ・フィルムシティで行われ、クライマックスのシーンはシヴァモッガのリンガナマッキ・ダムとジョグ滝で撮影された。映画はラジニカーントの誕生日である12月12日に公開され、テルグ語・ヒンディー語吹替版も公開された。日本未公開。

## キャスト
- リンガー、ラージャー・リンゲーシュワラン - ラジニカーント
- バーラティ - ソーナークシー・シンハー
- ラクシュミー - アヌシュカ・シェッティ
- M・P・ナガブーシャン - ジャガパティ・バーブ
- カルナーカラ - K・ヴィシュワナート（英語版）
- リンガーの友人 - サンダーナム
- コタンダム - カルナカラン（英語版）
- 独立運動家 - デヴ・ギル
- ラヴィ・ヴァルマン警部 - ブラフマーナンダム
- カヴィ・バーラティ - ラーダー・ラヴィ（英語版）
- カルナーカラの父（村長） - ヴィジャヤクマール
- ザミーンダール - ニラルガル・ラヴィ（英語版）
- サムバンダム - R・サンダラジャン（英語版）
- 列車の運転手 - マノーバラー（英語版）
- サミ・ピラル - イラヴァラス（英語版）
- 村人 - アムリタ・アイヤル
- "フィニッシング"・クマール補佐官 - K・S・ラヴィクマール（英語版）（特別出演）
- イギリス人官吏 - ウィリアム・オーレンドルフ[8]
- 「Oh Nanba」シーン登場 - R・ラトナヴェール（英語版）（特別出演）、ロックライン・ヴェンカテーシュ（英語版）（特別出演）

## 製作

### 企画
本作の原案・脚本は2010年にポン・クマランが執筆し、脚本は「King Khan」のタイトルで南インド映画脚本家協会に登録された。物語はムラペリヤール・ダムを建造したジョン・ペニークイックの史実に一部基づいている。2014年3月から企画が立ち上がり、4月にK・S・ラヴィクマールはFacebookで撮影の開始とタイトルが「Lingaa」に決定したことを発表した。世界配給はエロス・インターナショナルが担当する。プロデューサーはロックライン・ヴェンカテーシュが務め、音楽監督はA・R・ラフマーン、撮影監督はR・ラトナヴェールがそれぞれ担当する。美術監督はサーブ・シリル、編集技師は『Policegiri』でラヴィクマールと仕事をした経験のあるサムジト・ムハンマドが務める。スタント・コーディネーターとして、ハリウッドのスタントマンのリー・ウィテカーが参加している。ラヴィクマールによると、タイトルに「Lingaa」を採用するように提案したのはラジニカーントだったという。「Lingaa」のタイトルの使用権はアミールが所持していたが、彼はラジニカーントのために権利をラヴィクマールに譲ったという。

### キャスティング
2014年4月、シュリヤ・サランがラクシュミー役、サマンタがバーラティ役に起用された。しかし、2人は脚本、キャラクター、年齢の問題から出演を見送った。その後、ソーナークシー・シンハーがバーラティ役、ハンシカ・モトワニがラクシュミー役に起用された。しかし、モトワニも脚本や年齢の問題を理由に出演を辞退し、同月下旬にはジャガパティ・バーブの起用が発表された。スディープは重要な役のオファーを断ったと報じられたが、彼は「出演交渉をした事実はない」と否定している。同年8月にはクライマックスシーンにスディープが登場することが報じられたが、彼は「オファーを受けた事実はない」と再び否定した。同年5月にサンダーナムが起用され、その後ラーダー・ラヴィ、ヴィジャヤクマール、R・サンダラジャンが重要な役として出演することが発表された。
イギリス領インド帝国のシーンには、イギリス人女優のローレン・J・アーウィンが出演する。また、アメリカ人俳優、監督、脚本家のウィリアム・オーレンドルフが重要な役で出演することが発表された。6月27日からはアヌシュカ・シェッティがラクシュミー役として撮影に加わった。ソーナークシーはムンバイ・ミラーのインタビューで、アヌシュカとは登場シーンが異なるため同じシーンで共演することはほとんどなく、自身の役を演じるための自由な裁量を与えられていたと語っている。6月にカルナカランの出演が発表され、デヴ・ギルが悪役を演じることも発表された。映画監督のマノーバラーは列車運転手として重要な役割を演じることが発表され、ブラフマーナンダムが警官役を演じることも発表された。アイテム・ナンバーはトリシャー・クリシュナンとナヤンターラが担当すると報じられたが、トリシャーは出演を否定し、ナヤンターラの出演も正確な情報が出ず、最終的に2人とも出演しなかった。

### 撮影

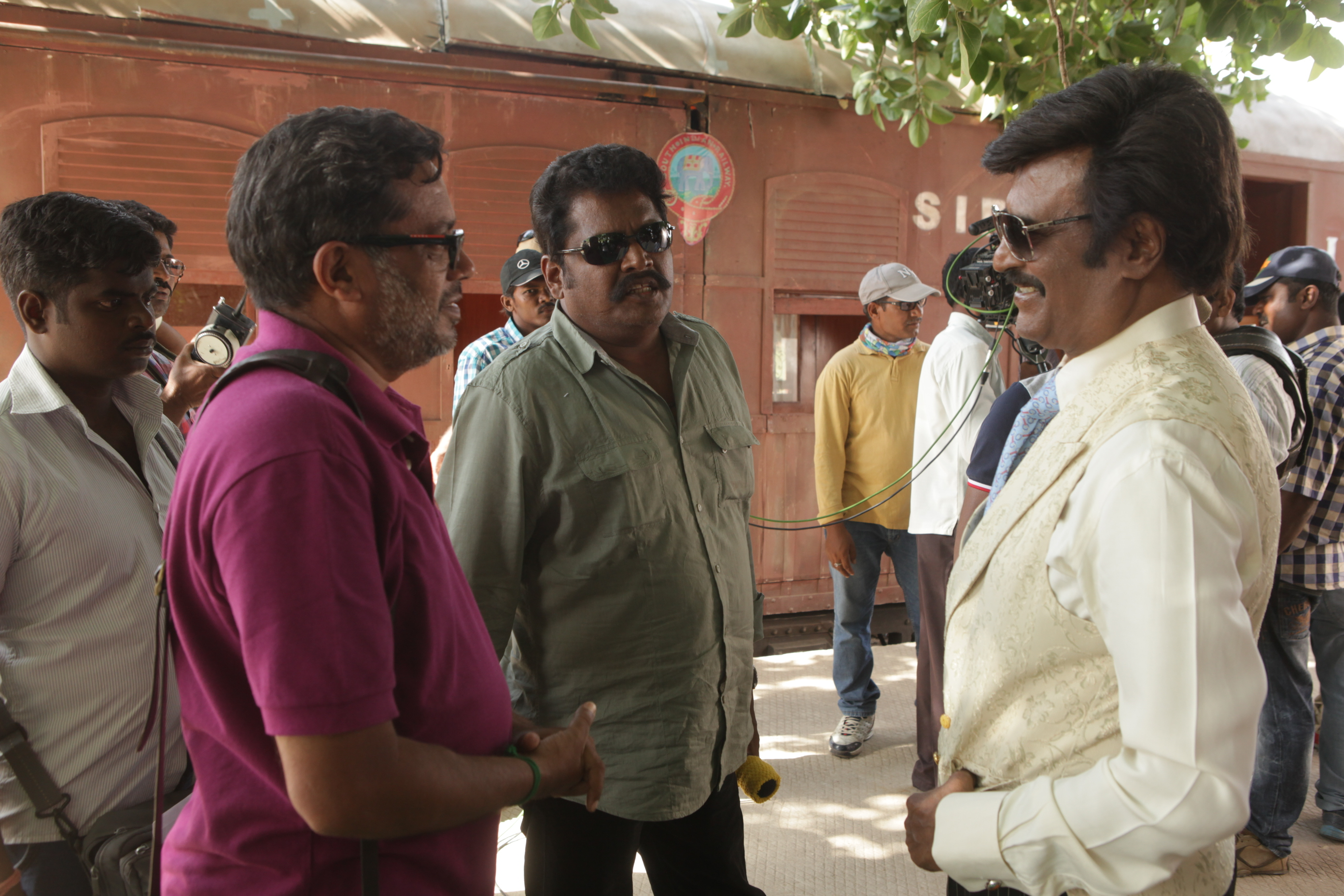
撮影中のラジニカーント（右）

2014年5月1日からマイソールで主要撮影が始まり、プージャが行われた。撮影にはラジニカーントとソーナークシーが参加した。ムフラト・ショットはチャームンディシュワリ寺院で行われた。ラトナヴェルは撮影の際にはレッド・デジタル・シネマカメラ・カンパニーのレッド・ドラゴン6Kカメラを使用した。アクションシーンの撮影ではヴィジョン・リサーチのファントム・フレックス4Kカメラを使用している。撮影はメルコテ、マヌヴァナ、パンダヴァプラ、チャームンディ・ヒルズ、マイソール宮殿などで行われた。5月10日に最初のスケジュールで予定されていたソーナークシーの撮影が完了した。同月18日にはマイソール宮殿でラジニカーントとソーナークシーが参加してイギリス領インド帝国時代に遡るシーンの撮影が行われた。マイソールでの撮影の際には人々が撮影現場に侵入するのを防ぐため、50人以上の警察官と30人の警備員が配置された。
マイソールでの撮影終了後はハイデラバードのラモジ・フィルムシティに移動し、2週間のスケジュールでキャスト全員が参加して50日間撮影が行われた。ラジニカーントとアヌシュカのミュージカルシーンはアンナプルナ・スタジオに作られたセットで撮影された。7月13日にソーナークシーのハイデラバードでの撮影スケジュールが完了した。ハイデラバードでの全体の撮影は同月30日に完了した。報道によると、ラジニカーントはハイデラバードでのアクションシーンの撮影中に失神したとされるが、彼は報道を否定している。

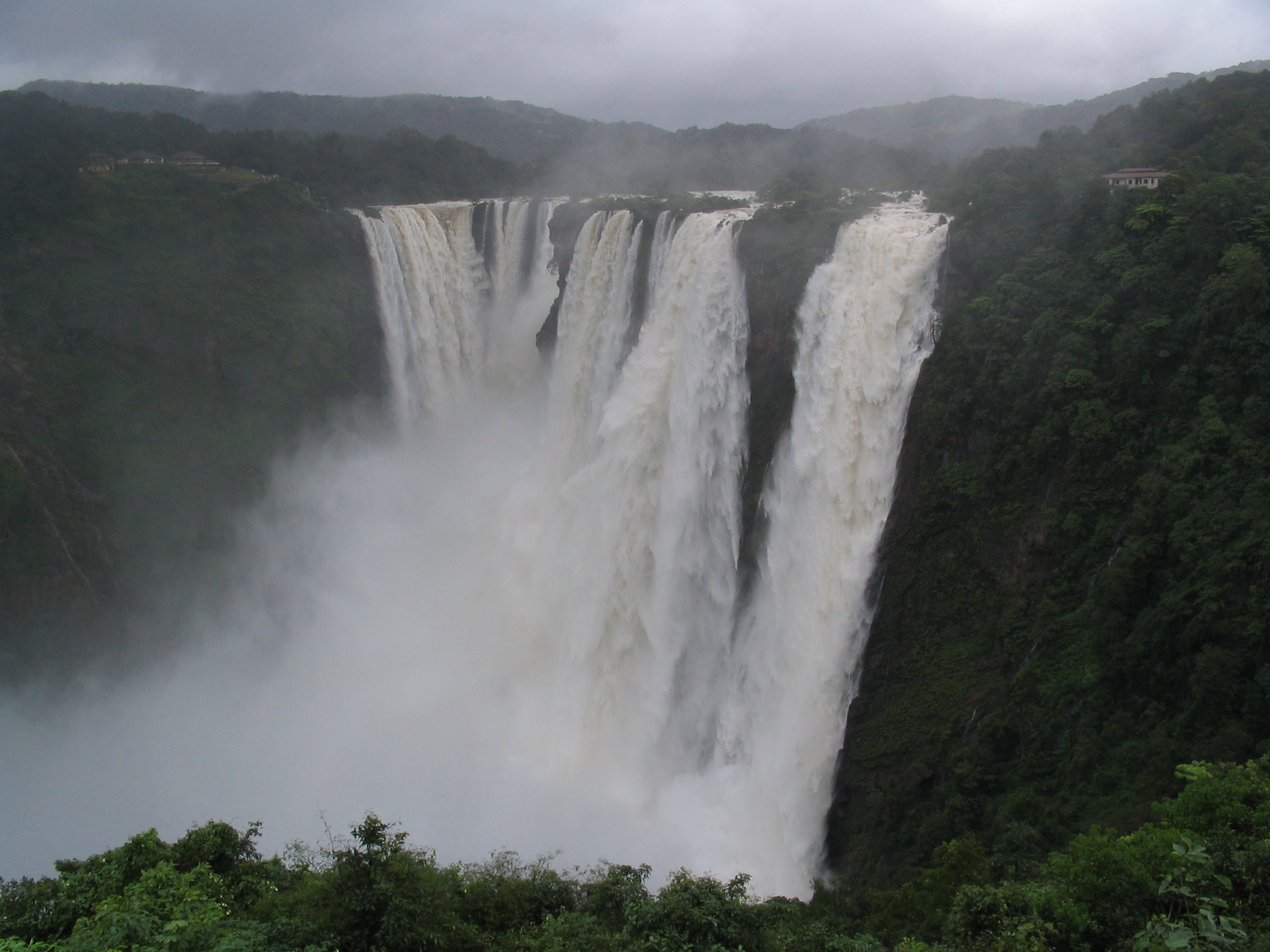
ジョグ滝

8月上旬、チェンナイのラディソン・ホテル近くにセットが作られ、アヌシュカの登場シーンが撮影された。同月中旬に全体の80%の撮影が完了した。撮影場所はティルタハリとジョグ滝に移り、25日間かけて重要シーンの撮影が行われた。ジョグ滝のシーンでは、クライマックスシーンのために巨大なシヴァ神の像とダムのセットが作られた。撮影はリンガナマッキ・ダムでも行われた。このクライマックスシーンの撮影には1000万ルピーの費用が投じられた。9月からはカルナータカ州で10日間クライマックスシーンの撮影が行われた。同月22日、ウィテカーは自身が担当したクライマックスのスタントシーン撮影が完了したことを報告した。翌23日までにチェンナイとスコットランドで予定されている歌のシーン以外の撮影が全て完了した。ラヴィクマールによると、クライマックスの熱気球を使用したシーンは『サンダーアーム/龍兄虎弟』からインスピレーションを得ている。映画に登場する象は全てCGIで作られ、導入部でCGIであることが説明されている。

### 音楽
音楽はA・R・ラフマーンが作曲し、サウンドトラックは2014年11月16日に発売された。

## 公開
エロス・インターナショナルはヴェンカテーシュから海外配給を含む全言語版の配給権を13億5000万ルピーで購入した。衛星放送の権利はジャヤ・テレビジョンが3億2000万ルピーで購入している。映画は約5500スクリーンで上映された。
宣伝ポスターは2014年8月29日のガネーシュ・フェスティバルの際に公開された。最初のポスターは寺院を背景にラジニカーントが描かれたものだった。11月1日に予告編が公開され、同月16日から劇場で予告編が流れるようになった。翌17日にはラジニカーントとアヌシュカが登場する「Mona Gasolina」の40秒ティーザーが公開された。同月18日にはラジニカーントとソーナークシーが登場する「En Mannavva」の40秒ティーザーが公開された。

## 評価

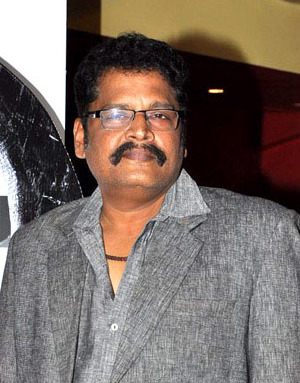
K・S・ラヴィクマール

### 興行収入
公開初日の興行収入は3億3000万ルピー、国内純利益は2億2000万ルピーとなった。公開週末の興行収入は8億9000万ルピー、国内純利益は5億1500万ルピーとなった。

### 批評
ザ・タイムズ・オブ・インディアのM・スガントは2.5/5の星を与え、「製作規模にサンタナムのジョークとラジニカーントのカリスマは幾分耐えられるが、十分ではなかった」と批評している。ビハインドウッズは2.5/5の星を与え、「ラジニカーントの魅惑的なエネルギーは脚本によって失速させられる。しかし、それでも減ることのない彼のカリスマのために、あなたの時間を下さい」と批評している。Rediff.comは3/5の星を与え、「『Lingaa リンガー』は時代遅れの道化です」と批評している。Sifyは「ラジニカーントのカリスマ性は損なわれないが、映画は長くて弱いストーリーラインにもがき苦しむ」と批評している。ヒンドゥスタン・タイムズは「『Lingaa リンガー』は近年のラジニカーントの優れた作品の一つであるにもかかわらず、何も新しいものを見せてはくれない」と批評している。ワンインディアは3/5の星を与えて映画を「典型的なラジニカーント作品」と評し、「K・S・ラヴィクマールのストーリーテーリング・スキルは、映画を新しい次元に誘います」と批評している。

## トラブル

### 撮影への抗議
ハイデラバードでの撮影中、テランガーナ州ランガレッディ県アナジプルの村人の一部が、撮影のために付近の湖に化学物質が混入させられたとして撮影を止めさせようとした。これに対し、撮影スタッフはパンチャヤト村の灌漑部門から撮影の許可を得ていると反論している。また、化学物質の混入については明確に否定した。リンガナマッキ・ダムでの撮影の際には、環境団体が撮影許可が与えられたことに対して「テロリストの標的となり得るダムを撮影することは脅威を招くことになる」と反発した。同団体は警察副委員長やカルナータカ州首相シッダラマイアーの事務所に請願書を送付した。また、カルナータカ州警察も湖周辺の生物多様性に影響が及ぶ可能性があるとして、撮影中止を求める意見書をシッダラマイアーに提出している。

### 盗作騒動
2014年11月12日、マドゥライ高等裁判所判事M・ヴェヌゴパールはプロデューサーのヴェンカテーシュ、脚本家クマラン、監督ラヴィクマールに通知を送付した。これは映画製作者K・R・ラヴィ・ラトナムが、『Lingaa リンガー』の脚本がジョン・ペニークイックのムラペリヤール・ダム建造を描いた『Mullai Vanam 999』のために用意されたものだと告発したためである。通知は映画の配給権を持っているラジニカーントにも送付されている。一方、ヴェヌゴパールは同月16日に予定されていたサウンドトラック発売の延期を認める仮命令の執行は拒否している。12月3日、ヴェヌゴパールは「訴えは私的なものであり、民事または刑事訴訟の手続きを行うことで解決でき、高等裁判所の管轄外である」としてラヴィ・ラトナムの訴えを棄却した。

### 配給会社への補償
映画の配給権は1億3,500万ルピーで売却されており、タミル・ナードゥ州の配給会社は興行不振のため被った損失の補償を求めた。マリーナ・ピクチャーズはティルチラーパッリとタンジャーヴールで損害を被ったと主張し、ハンガーストライキを起こすことを通告した。ヴィジャヤバルガヴィ・エンターテインメントはチェンガルパトゥで損害を被ったと主張している。カプリコーン・ピクチャーズは北アルコットと南アルコットで損害を被ったと主張し、シュクラ・フィルムズはコーヤンブットゥール、チャンドラカラ・ムービーズはティルネルヴェーリとトゥーットゥックディで損失を出したと主張した。これらの配給会社は公開25日間で、支払った配給権料の30%しか回収できていないと主張した。この問題に対し、複数の劇場オーナーは損失の和解を受け入れている。配給会社は合計3億3000万ルピーの損失が生じたと主張してラジニカーントの自宅前で全額補償を訴える抗議活動を行い、ラジニカーントは「人道的基準」として損失額の1/3（1億ルピー）を支払った。